# Pol Rocamora
Pol Rocamora Badía (nacido el 18 de noviembre de 1991 en Rialp, Lérida), es un esquiador español retirado de esquí alpino-slalom.

## Trayectoria

### Categorías inferiores
En categorías inferiores ha logrado varias victorias y podios en slalom gigante y eslalon, consiguiendo un total de dos podios en los Campeonatos de España Junior.
En categoría Junior ha disputado el Mundial de 2011, logrando como mejor resultado un 39.º puesto en el slalom.

### Retiro
En noviembre de 2014, a sus 24 años, ha decidido finalmente colgar las botas ante el nulo apoyo que ha recibido para continuar su carrera deportiva con el equipo español, donde ha estado las últimas cuatro temporadas. La falta de recursos económicos para seguir adelante, le obliga a retirarse de la competición.